# Nanami Hiroshi
Nanami Hiroshi (sinh ngày 28 tháng 11 năm 1972) là một cầu thủ bóng đá người Nhật Bản.

## Đội tuyển bóng đá quốc gia Nhật Bản
Nanami Hiroshi thi đấu cho đội tuyển bóng đá quốc gia Nhật Bản từ năm 1995 đến 2001.

## Thống kê sự nghiệp
| Đội tuyển bóng đá Nhật Bản | Đội tuyển bóng đá Nhật Bản | Đội tuyển bóng đá Nhật Bản |
| Năm                        | Trận                       | Bàn                        |
| -------------------------- | -------------------------- | -------------------------- |
| 1995                       | 2                          | 2                          |
| 1996                       | 13                         | 1                          |
| 1997                       | 21                         | 3                          |
| 1998                       | 11                         | 0                          |
| 1999                       | 6                          | 0                          |
| 2000                       | 12                         | 3                          |
| 2001                       | 2                          | 0                          |
| Tổng cộng                  | 67                         | 9                          |